# ليفيو بين
ليفيو بين (بالإيطالية: Livio Pin)‏ هو لاعب كرة قدم إيطالي في مركز الوسط، ولد في 23 يناير 1953 في Cappella Maggiore ‏ في إيطاليا. لعب مع نادي أودينيزي ونادي بولونيا ونادي بيروجيا ونادي ريجينا ونادي فينيزيا ونادي كومو ونادي نابولي ويوفنتوس.